# 광주서석중학교
광주서석중학교(光州瑞石中學校)는 대한민국 광주광역시 서구 화정동에 위치한 사립 중학교이다.

## 학교 연혁
- 1986년 12월 16일 : 광주서석중학교 설립 인가 (30학급)
- 1987년 3월 1일 : 초대 이영의 교장 취임
- 1987년 3월 5일 : 개교, 제1기 입학식 (9학급 510명)
- 1990년 2월 10일 : 제1회 졸업식 (544명)
- 2003년 2월 15일 : 서석대 준공 (1층 식당, 2층 과학실, 3층 도서관)
- 2009년 6월 29일 : 도서관 개관
- 2011년 2월 14일 : 교육복지우선지원학교 선정(교육복지실 설치)
- 2011년 5월 13일 : 인조 잔디 운동장 및 다목적구장 개장식 거행
- 2013년 5월 13일 : 교육부 지정 자유학기제 연구학교 운영
- 2017년 3월 2일 : 2015개정 교육과정 정책 연구학교 운영
- 2020년 7월 1일 : 제2대 최재훈 이사장 취임
- 2024년 1월 26일 : 제35회 졸업식 153명(누계 11,920명)
- 2024년 : 제14대 정동진 교장 취임

## 참고 자료
- 광주서석중학교 - 한국교육학술정보원 학교알리미